# Эшерих, Теодор
Теодо́р Э́шерих (нем. Theodor Escherich; 29 ноября 1857, Ансбах — 15 февраля 1911, Вена) — австрийский учёный, педиатр. Занимался исследованиями кишечной микрофлоры, в результате которых открыл и описал кишечную палочку (Escherichia coli).
Занимал должность профессора в трёх немецких университетах: Грацском, Венском и Мюнхенском.

## Биография

### Семья и образование
Он родился в промышленном городе Ансбах, Бавария. Теодор — младший сын окружного медицинского советника (Kreismedizinalrat) Фердинанда Эшериха (1810—1888), медицинского статиста, и его второй жены Марии Софи Фредерики фон Стромер, дочери баварского полковника. Когда Теодору Эшериху исполнилось пять лет, его мать умерла, а пять лет спустя Фердинанд Эшерих перебрался в Вюрцбург, чтобы занять прежнюю должность в качестве окружного медицинского советника и женился на своей третьей жене. В 12 лет Теодор был отправлен на 3 года в иезуитскую семинарию Stella Matutina в Фельдкирх, Австрия. Позже он получил среднее образование в школе Вюрцбурга (1876 г.)
После полугодичной военной службы в Страсбурге Эшерих начал изучать медицину в Вюрцбургском университете зимой 1876 года. Позже продолжил своё обучение в Киле, Берлине и вернулся в Вюрцбург, прежде чем получить квалификацию в Мюнхене в декабре 1881 года. Его диссертация получила название «Die marantische Sinusthrombose bei cholera infantum» (Смертельный марантический синус-тромбоз у детей, заболевших холерой).

### Медицинская карьера в Вюрцбурге и Мюнхене (1882—1890)
После 18-месячной службы в военном госпитале в Мюнхене 25-летний Теодор вернулся в Вюрцбург.
В 1882 году он устроился в лечебницу при больнице Юлия, чтобы стать вторым, а затем первым помощником терапевта с выдающимися знаниями в области педиатрии — Карла Якоба Адольфа Кристиана Герхардта. Теодор был заинтересован этой специальностью, и Герхардт стал его научным руководителем, а также предложил ему тему диссертации. 27 октября 1882 года Эшериху была присуждена докторская степень.
Поскольку в Германии не было необходимых средств для обучения, Эшериху пришлось искать их в другом месте. В течение следующих двух лет он читает лекции в Вене (с Германом фон Видерхофером и Алоисом Монти) и пишет исследовательскую работу на тему бактериологии в Детской клинике Св. Анны. В августе 1884 года он продолжает свою исследовательскую работу в Мюнхене, где педиатрия была отделением медицинского факультета.
В октябре 1884 года баварские власти отправили Эшериха в Неаполь, чтобы провести исследование происходившей там эпидемии холеры. Он также отправился в Париж, где прослушал лекции Жан-Мартина Шарко, известного невролога.

### ОткрытиеEscherichia coli
Растущее влияние открытий Роберта Коха и его собственного опыта в Неаполе убедили Эшериха, что бактериология может пролить свет на решение многих проблем педиатрии. Его работа в Мюнхене способствовала этой уверенности.
Ученик Коха, Вильгельм Фробениус, научил его методам выделения чистой культуры и методам бактериальной характеристики; и он имел доступ к гигиеническому институту Макса фон Петтенкофера, бактериологической лаборатории Отто фон Боллингера, физиологическому институту Карла фон Войта и заводам молочной промышленности Франца фон Соксле.
Работа Эшериха по холере привлекала внимание к бактериальной флоре кишечника у младенцев, и после ещё одного года интенсивных лабораторных исследований он опубликовал монографию о связи кишечных бактерий с физиологией пищеварения у младенца. Эта работа, Die Darmbakterien des Säuglings und ihre Beziehungen zur Physiologie der Verdauung (1886) (Энтеробактерии младенцев и их связь с физиологией пищеварения), представленная медицинскому факультету в Мюнхене и опубликованная в Штутгарте, стала его диссертацией и принесла своему автору признание как одному из ведущих бактериологов в области педиатрии.
В этой работе Эшерих выделил возбудителя «детской холеры», которую назвал Bacterium coli соmmunae, то есть «бактерия-палочка общая», что подразумевало возможность её нахождения и у взрослых, и у детей. Позже, в 1958 году, возбудитель был официально назван Escherichia coli.
В течение следующих четырёх лет Эшерих работал первым помощником Генриха фон Ранке в детской больнице Мюнхена Фон Хаунерше, где начал изучать искусственное питание, которое заставило его сформулировать новую систему назначения коровьего молока и стать решительным сторонником грудного вскармливания младенцев.

### Профессор педиатрии в Граце и Вене (1890—1911)
В 1890 году, когда ему было всего тридцать три года, Эшерих был вызван в Грац, на смену Рудольфу фон Якшу, в качестве экстраординарного профессора педиатрии и директора детской клиники Св. Анны, где четыре года спустя он стал профессором, отказавшись от предложения стать преемником Отто Хойбнера в Лейпциге. Его счастливейшие годы прошли в Граце, где он женился на Маргарете Пфаундлер (1890—1946), дочери физика Леопольда Пфаундлера, с которой у него родилось двое детей — сын Леопольд (1893—1903), который умер в десятилетнем возрасте, и дочь Шарлотта («Сонни») (1895—1980 г.)
В Граце Эшерих учредил широкую программу клинических и лабораторных исследований. Он распространил дифтерийные исследования, которые он уже начал в Мюнхене, и обобщил полученные результаты в двух научных работах: Ätiologie und Pathogenese der epidemischen Diphtherie (1892) (Этиология и патогенез эпидемии дифтерии) и Diphtherie, Croup, Serumtherapie (1895) (Дифтерия, Круп, Сывороточное лечение).
В 1890 году он проявил интерес к тетании младенцев. Он стал ведущим специалистом по этой болезни и в своей последней работе Die Tetanie der Kinder (1909) (Смертельная детская тетания), правильно соотнёс синдром с паращитовидной недостаточностью. В 1891 году, через год после того, как Кох обнаружил туберкулин, Эшерих сообщил о неутешительных результатах в обширных испытаниях этого продукта на туберкулёзных детях. После этого проблема детского туберкулёза осталась одной из главных его проблем.
Эшерих убедил правительство Штирии построить и поддерживать отделение младенцев в качестве отделения провинциального детского дома, прикреплённого к детской клинике. Он лично выбрал мебель и лабораторное оборудование для учреждения, спроектировал зрительный зал, основал библиотеку и основал дифтерийное отделение для проведения бактериологических исследований по подозрению в подобных случаях. Нагрузка пациента утроилась, а небольшая провинциальная больница была преобразована в важный научно-педагогический институт. Таким образом, Эшерих сделал провинциальную детскую больницу Граца одним из самых известных учреждений в Европе.
Когда Видерхофер умер в 1902 году, Эшерих был назначен на его место в Вене. Хотя ему пообещали новую больницу, ему самому приходилось создавать план, собирать деньги и вести переговоры с правительством по этому проекту, который так и не завершился на протяжении его жизни. Тем временем он восстановил памятную для него детскую больницу Св. Анны, внося изменения из средств из правительственных и благотворительных источников. В 1903 году, решив снизить младенческую смертность в столице, Эшерих обратился за поддержкой к женщинам в Вене. Реакция была такой, что в следующем году он с государственной поддержкой и гражданским одобрением основал Ассоциацию по уходу за новорождёнными (Verein Säuglingsschutz).
В больнице Св. Анны Эшерих основал отделение для младенцев и основал школу для медсестёр по уходу. Позднее студенты-медики получили практическое обучение. Штаб-квартира детского ухода на территории больницы стала учебным центром для матерей и распределительной точкой для подготовки коровьего молока, а также пропаганды грудного вскармливания. В 1908 году, в год шестидесятого юбилея императора Франца-Иосифа, Эшерих снова обратил внимание на непроизвольно высокий национальный уровень младенческой смертности. Его усилия привели к созданию Imperial Institute for Maternal and Infant Care (Императорского института по охране материнства и детства).
Эшерих сформировал педиатрический отдел Венского общества внутренней медицины, неустанно работая в качестве председателя, и основал Австрийское общество детских исследований. В 1908 году он был президентом Немецкой педиатрической ассоциации. Он возглавлял несколько известных журналов, занимал почётное членство во многих зарубежных медицинских ассоциациях, включая Американское педиатрическое общество, и был единственным европейским педиатром, выступавшим на Международном конгрессе искусств и наук на Всемирной выставке в Сент-Луисе. В 1904 году он получил звание Hofrat (придворный советник).
На протяжении этого десятилетия в Вене Эшерих работал неустанно. Он являлся королевским врачом-консультантом, посещал конгрессы за рубежом, публиковал доклады по различным темам и поощрял исследования учеников, таких как Клеменс фон Пиркет и Бела Шик, которые были его спутниками из Граца.
Здоровье Эшериха ухудшилось, когда его маленький сын умер от аппендицита. Примерно через пять лет, в феврале 1911 года, жизнь Теодора Эшериха после череды церебральных атак завершилась фатальной апоплексией.
Вскоре после этого была официально открыта детская больница, построенная по его планам.

## Вклад в науку
Более четверти его публикаций относятся к бактериологии. Его ранняя монография (1886) включала классические описания коммуны Bacterium coli (позже именуемой Escherichia coli) и Bacterium coli arorogenes. Хотя его утверждения о том, что B. coli могут вызвать цистит и другие локализованные инфекции, были неоспоримыми, его утверждение о том, что некоторые вирулентные штаммы спровоцировали инфантильную диарею и гастроэнтерит, было проверено только через шестьдесят лет. Он едва пропустил обнаружение бацилл дизентерии Sonne, из которых он выделил несколько культур, чтобы отбросить их, потому что они не смогли произвести газ в углеводосодержащих средах.
В 1889 году Эшерих подтвердил причинную роль бациллы Клебса-Лёффлера в дифтерийной эпидемии. Он установил терапию антитоксинами у своих пациентов в клинике в 1894 году и записал исключительно благоприятные результаты в последующей монографии. Через эксперименты с здоровыми детьми он показал бесполезность попытки предотвратить заболевание пероральным или ректальным введением антитоксина. В Вене он энергично спонсировал антирептококковую сыворотку Пауля Мозера в лечении скарлатины.
Эшерих сильно интересовался диагнозом, патогенезом и контролем туберкулёза. Он впервые исследовал рентгеновское обследование болезни у детей. В последние годы он выступал за строительство санаториев, подчёркивал туберкулёзный характер золотухи и повторно изучал Stichreaktion — опухоль и покраснение в месте подкожной инъекции, наблюдаемые им во время ранних терапевтических испытаний туберкулина. Диагностическая важность этого теста была эффективно реализована только после того, как Клеменс Пирке модифицировал эту технику.
Объём клинических отчетов Эшериха варьировался от хореи до лимфатического статуса, но его биохимические исследования были сосредоточены на физиологии и патологии детского питания. То, что он был решительным сторонником грудного питания, частично объяснялось тем, что молоко животных вызывало нарушения питания, а также из его наблюдения, что материнское молоко было бактериологически стерильным, а коровье молоко могло передавать скарлатину, или кишечные инфекции. После опровержения преобладающей догмы о плохом усвоении казеина из коровьего молока и доказательства того, что ферменты кишечника зависят от удерживания диетических углеводов, Эшерих разработал новые диетические формулы для младенцев разного возраста и веса, основанные на потреблении детьми грудного молока.
Вдохновлённый ум и техническая изобретательность Эшериха были направлены во многие сферы. Его первое здание в Вене, в котором размещались отдельные лаборатории для бактериологической, химической и рентгеновской деятельности, имело плоскую крышу, на которой могли лежать младенцы или играли дети. Он разработал полностью кондиционированные кувезы, которые использовались либо для защиты особо уязвимых детей, либо для изоляции инфицированных.
Его острая социальная осведомлённость и талант в сочетании с бактериологическими и биохимическими исследованиями сделали Эшериха признанным лидером педиатрии в своё время.